# La Betulia Liberata
La Betulia Liberata (NL: De bevrijding van Bethulia) is een libretto van Pietro Metastasio dat hij in opdracht schreef van keizer Karel VI. Het verhaal gaat over Judit en Holofernes uit het Bijbelverhaal van Judit. Het libretto werd door meer dan 30 componisten op muziek gezet. De eerste keer was door Johann Georg Reutter in 1734. Enkele andere componisten die het libretto gebruikten, waren Niccolò Jommelli (1743), Ignaz Holzbauer (1760), Wolfgang Amadeus Mozart (1771), Leopold Kozeluch (1780), Joseph Schuster (1787) en Antonio Salieri (1821) .
De versie van Mozart is wellicht de meest gekende. Mozart schreef de muziek ergens tussen maart en juli 1771 op vijftienjarige leeftijd. Deze versie duurt 140 minuten. Mozart kreeg de opdracht van Giuseppe Ximenes, prins van het Koninkrijk Aragon. Het is het enige oratorium dat Mozart schreef.
- Gemeinsame Normdatei: 4474034-7
- Virtual International Authority File: 179782754